# ایرینا تسیلیک
ایرینا تسیلیک (انگلیسی: Iryna Tsilyk؛ زادهٔ ۱۸ نوامبر ۱۹۸۲) نویسنده، فیلم‌ساز، و کارگردان فیلم اهل اوکراین است.